# サンスターストロボ
株式会社サンスターストロボは、営業写真館などで使用する業務用ストロボ（エレクトロニックフラッシュ）を製造、販売する日本の企業。

## 概要
スタジオ用、業務用ストロボを製造、販売するメーカー。セパレートストロボ（ヘッドとジェネレータに分離したタイプ）や、モノブロックストロボ（逆に一体のタイプ）、照明用蛍光灯などを扱う。また、写真撮影用スタジオの設計、施工もおこなう。

## 事業所

### 国内
- 本社・工場（名古屋市昭和区藤成通）[1]
- 東京営業所（東京都江東区門前仲町）[1]
- 九州支社（福岡県福岡市南区那の川）[1]

## 製品
- セパレートストロボ
- モノブロックストロボ
- 照明用蛍光灯
- マルチストロボ
- 赤外線ストロボ